# Les Fous
Pour plus de détails, voir Fiche technique et Distribution.
Les Fous (Šílení) est un film tchèque réalisé par Jan Švankmajer, sorti en 2005. Le film est inspiré librement de deux nouvelles d'Edgar Allan Poe  : Le Système du docteur Goudron et du professeur Plume et L'Enterrement prématuré. Il est aussi inspiré partiellement des œuvres du Marquis de Sade.

## Synopsis
Jean Berlot est un homme profondément dérangé qui est sujet à des hallucinations violentes depuis que sa mère est morte à l'asile. Alors qu'il prépare l'enterrement de sa mère, il rencontre un homme qui prétend être le Marquis de Sade et qui vit comme s'il était dans la France du XVIIIe siècle plutôt qu'en  République tchèque en 2005.

## Fiche technique
- Titre original : Šílení
- Titre français : Les Fous
- Réalisation : Jan Švankmajer
- Scénario : Jan Švankmajer d'après Edgar Allan Poe et le Marquis de Sade
- Pays d'origine : République tchèque
- Format : Couleurs - 35 mm - 1,66:1 - Dolby Digital
- Genre : drame, horreur
- Durée : 118 minutes
- Date de sortie : 2005

## Distribution
- Pavel Liska : Jean Berlot
- Jan Tříska : le Marquis de Sade
- Anna Geislerová : Charlota
- Martin Huba : docteur Coulmiere
- Jaroslav Dusek : docteur Murlloppe
- Pavel Nový : Dominik
- Stano Danciak : aubergiste